# Zosterop de Nova Guinea
El zosterop de Nova Guinea (Zosterops novaeguineae) és un ocell de la família dels zosteròpids (Zosteropidae). Habita boscos, vegetació secundària i terres de conreu de les terres baixes de les illes Aru i Nova Guinea.